# دوموس دي ماريا
دوموس دي ماريا ، (بالإنجليزية: Domus de Maria)‏، (سردينيا: )، هي بلدية في مقاطعة جنوب سردينيا، في المنطقة الإيطالية سردينيا، وتقع على بعد حوالي 35 كيلومترا (22 ميل) جنوب غرب كالياري.

## السكان
في سنة 1861 بلغ عدد السكان 721 نسمة، وتطور العدد ليصل في سنة 2011 لـ 1٬675 نسمة.
يظهر هذا المخطط البياني تطور النمو السكاني لـ دوموس دي ماريا